# Stoà (architettura)

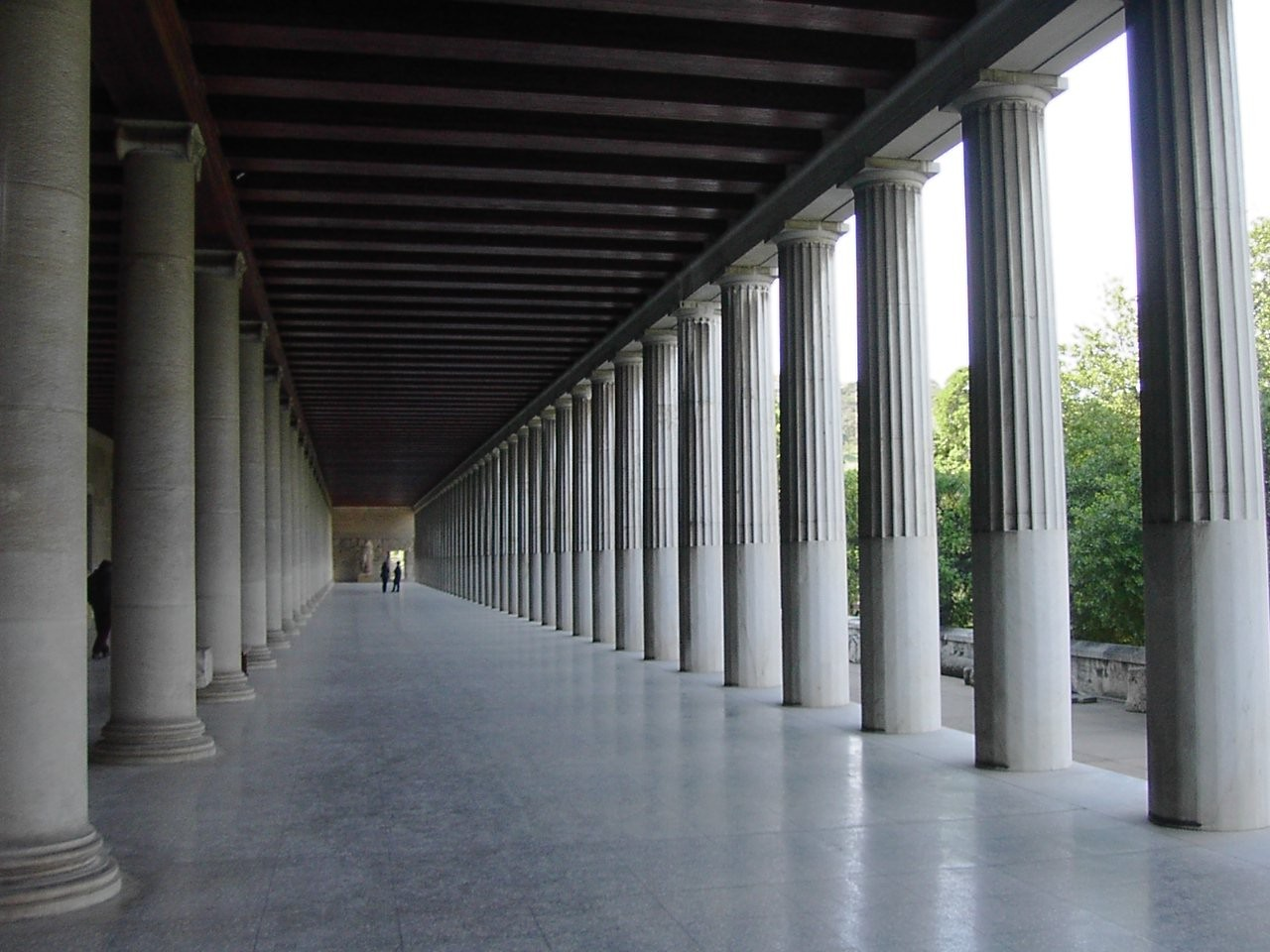
La Stoà di Attalo ricostruita ad Atene

La stoà (in greco antico: στοά?, stoá; dal verbo ἵστημι, "collocare") è una struttura tipica dell'architettura greca antica, costituita da passaggi coperti o portici per uso pubblico in un edificio di forma rettangolare allungata che presenta uno dei lati lunghi aperto e colonnato, generalmente prospiciente una piazza o una via, mentre l'altro è chiuso da un muro; la copertura può essere a spioventi, a terrazze oppure l'edificio può sopraelevarsi ripetendo lo schema del piano inferiore.
All'inizio le stoà erano aperte all'entrata con colonne allineate ai lati della costruzione, che creavano un'avvolgente atmosfera protettiva ed erano di solito di ordine dorico. Esempi successivi erano composti da due trame, con un tetto che sosteneva i colonnati dove erano alle volte collocati uffici e seguivano l'architettura ionica. Questi edifici erano aperti al pubblico; i mercanti potevano vendere le loro merci, gli artisti potevano mostrare le proprie opere d'arte, e vi potevano anche essere tenuti incontri religiosi. Le stoà di solito circondavano le agorà delle grandi città.

## Strutture celebri
- Stoà poikile, "Portico Dipinto"
- Stoà di Attalo
- Stoà reale
- Stoà di Zeus ad Atene
- Stoà Amphiaraion
- Stoà degli Ateniesi

Il termine stoà ha dato nome a una scuola filosofica, lo stoicismo, fondata da Zenone di Cizio. Era infatti consuetudine che il maestro si trovasse spesso ad esporre e discutere le proprie idee con i suoi discepoli sotto un portico dipinto, la celebre Stoà Pecile (in greco antico: στοὰ ποικίλη?, stoà poikílē) dell'agorà di Atene.